# ジョン・フリーマン＝ミットフォード (初代リーズデイル男爵)
初代リーズデイル男爵ジョン・フリーマン＝ミットフォード（英語: John Freeman-Mitford, 1st Baron Redesdale PC KC FRS、1748年8月18日 - 1830年1月16日）は、イギリスの法律家、政治家。庶民院議長（在任：1801年 - 1802年）、アイルランド大法官（1802年 - 1806年）を歴任した。1793年から1802年まではサー・ジョン・ミットフォード（Sir John Mitford）と呼ばれた。

## 生涯

### 初期の経歴
エクスベリーのジョン・ミットフォード（1761年没）とフィラデルフィア・リヴリー（Philadelphia Reveley）の息子として生まれた。兄に歴史学者のウィリアム・ミットフォードがいる。チーム・スクールで教育を受けた後、1772年よりインナー・テンプルで法律を学び、1777年5月9日に弁護士資格免許を得た。

### 政界での経歴
1780年、A Treatise on the Pleadings in Suits in the Court of Chancery by English Billという著作を出版した。1789年には勅選弁護士に任命された 。
1788年、デヴォンのベア・アルストン選挙区で当選、1791年にはイングランド国教会の教徒だったにもかかわらずカトリック救済の法案に支持を表明した。1793年1月に外国人法案（Alien Bill）を支持する演説をした後、2月13日にジョン・スコットの後任として法務次官に就任（2日後にナイトに叙された）、その6年後の1799年7月17日に法務総裁に任命された。同年にはイースト・ロウ選挙区に鞍替えして庶民院議員に再選した。
1794年、王立協会フェローに選出された。
1801年2月11日、リチャード・ブリンズリー・シェリダンの反対にもかかわらず庶民院議長に選出され、17日に枢密顧問官に任命された。1802年2月9日にはアイルランド大法官に任命され、15日にはノーサンバーランドのリーズデイルのリーズデイル男爵に叙された。グレンヴィル男爵がカトリック教徒の請願を検討する委員会の設立に関する動議を提出したとき（1805年5月10日）などカトリック解放に反対したためアイルランドでは人気がなく、1806年2月に全人材内閣が成立すると罷免され、3月4日にはアイルランド法曹界を去った。
以降は1808年3月30日に通商および外国プランテーション委員会の委員に就任したほか、公職に就かなかった。1809年にスペンサー・パーシヴァルが首相に就任して、リーズデイルにアイルランド大法官の再就任を打診したときも拒否したという。一方で貴族院の議論には参加、1813年に破産者救済の法案が貴族院を通過するようはかったが、審査法の廃止などカトリック解放に関する改革には最後まで反対した。記録上、貴族院で最後に演説したのは1829年5月21日のことだった。
1830年1月16日、グロスタシャーのバッツフォード・パーク（Batsford Park）で死去、1822年に再建したバッツフォード教会で埋葬された。息子のジョンがリーズデイル男爵を継承した。

## 家族
1803年6月6日、第2代エグモント伯爵ジョン・パーシヴァルの娘フランシス（1817年8月22日、ロンドンにて没）と結婚した。1809年1月28日にはトマス・エドワーズ・フリーマン（1808年2月没）の遺産を継承するにあたってフリーマンの苗字を名乗った。妻との間で1男3女をもうけた。
- フランシス（1866年没）
- ジョン（英語版）（1805年 - 1886年） - 初代リーズデイル伯爵
- キャサリン - 夭折
- エリザベス - 夭折

## 評価
英国人名事典によると、公正さについては非の打ちどころがなかったが、一方でユーモアのセンスに欠けたという。